# Tanjung Tualang
Tanjung Tualang is een bestuurslaag in het regentschap Aceh Timur van de provincie Atjeh, Indonesië. Tanjung Tualang telt 1010 inwoners (volkstelling 2010).